# Impedimenta
Impedimenta is een toverspreuk uit Harry Potter van J.K. Rowling.
Met Impedimenta kunnen in de wereld van Harry Potter verschillende dingen bereikt worden. Allereerst is deze toverspreuk een vloek, waarmee je iemand kan verlammen. Daarnaast is het mogelijk om een aanval van een ander persoon af te remmen. Wanneer iemand wordt verlamd, begint de vijandelijke magiër ook te zweven. De toverspreuk wordt uitgesproken met een toverstaf, waarna er lamstralen uit de toverstaf komen.

## Gebruik in de boeken
Impedimenta komt voor in verschillende Harry Potter boeken.
De spreuk wordt voor het eerst gebruikt in het vierde Harry Potter boek, Harry Potter en de Vuurbeker. Harry probeert er een aanval van een Schroeistaartige Skreeft mee af te remmen. Daarnaast gebruikt iemand van het ministerie de vloek op Bartolomeus Krenck Jr.
In het vijfde boek, Harry Potter en de Orde van de Feniks, wordt de spreuk gebruikt op een dooddoener. Ook Madame Hooch, de vliegdocente, gebruikt de spreuk. Zij gebruikt de spreuk om Harry's aanval op Draco Malfidus af te weren. Harry wilde Malfidus namelijk in elkaar slaan, omdat Malfidus, die teleurgesteld was door het verliezen van een Zwerkbalwedstrijd, Harry uitdaagde met gemene opmerkingen over zijn ouders en Harry's favoriete familie, de Wemels.
De laatste keer dat we deze vloek in de boeken tegenkomen is in deel zes, Harry Potter en de Halfbloed Prins. Ook hier wordt de spreuk gebruikt op een dooddoener. Heer Voldemort gebruikt de spreuk verder nog in de laatste film, op Marcel Lubbermans.